# Micropsis dasycarpa
Micropsis dasycarpa là một loài thực vật có hoa trong họ Cúc. Loài này được (Griseb.) Beauverd mô tả khoa học đầu tiên năm 1913.